# Vatnafjöll
Vatnafjöll sind eine vulkanische Bergkette in Island. Ihr höchster Gipfel erreicht 1235 m.

## Lage
Sie befinden sich südöstlich des Vulkans Hekla im Süden des Landes.

## Vulkanismus
Die Vatnafjöll bestehen aus einer Gruppe von Vulkanspalten und Kraterreihen, die direkt südöstlich der Hekla beginnt.
Es handelt sich hier um ein Vulkansystem von 40 km Länge und 9 km Breite, das normalerweise zu dem der Hekla gerechnet wird. Im Sommer 2010 ist ein Projekt des Vulkanologischen Instituts der Universität von Island aktuell, das die genauen Beziehungen der Basalt produzierenden Vulkanspalten in ihrer Umgebung zur Hekla klären soll.
Im Holozän gab es ca. zwölf Ausbrüche aus diesem System, zuletzt vor 1200 Jahren.

## Das Erdbeben von 1987
1987 lag unter den Vatnafjöll das Epizentrum eines Erdbebens der Stärke 6,0 auf der Richter-Skala.